# Геленув (Венґровський повіт)
Геленув (пол. Helenów) — село в Польщі, у гміні Вежбно Венґровського повіту Мазовецького воєводства.
Населення — 37 осіб (2011).
У 1975-1998 роках село належало до Седлецького воєводства.

## Демографія
Демографічна структура станом на 31 березня 2011 року:
|          | Загалом | Допрацездатний вік | Працездатний вік | Постпрацездатний вік |
| -------- | ------- | ------------------ | ---------------- | -------------------- |
| Чоловіки | 22      | 4                  | 15               | 3                    |
| Жінки    | 15      | 2                  | 9                | 4                    |
| Разом    | 37      | 6                  | 24               | 7                    |